# Dai Heiwa Kinen Tō
El Dai Heiwa Kinen Tō (en japonés: 大平和祈念塔大平和祈念塔, Gran torre de la oración por la paz) o bien Torre cenotafio para rezar por la paz de las víctimas de la Guerra mundial es un monumento que consiste en una torre de 180 metros de altura, de color blanco, y que fue construida por el grupo religioso japonés de la Perfecta Libertad en agosto de 1970. 
El cenotafio está dedicado a las almas de todas las víctimas de la guerra en la historia, sin importar la raza, el grupo étnico, estado soberano, frontera, región, religión, confesión religiosa o credo. El cenotafio también se utiliza como tumba para víctimas de la guerra no identificadas. Un servicio de ceremonia y memorial, donde los participantes oran por la paz del mundo, se celebra cada año el 1 de agosto.